# Petit-Goâve

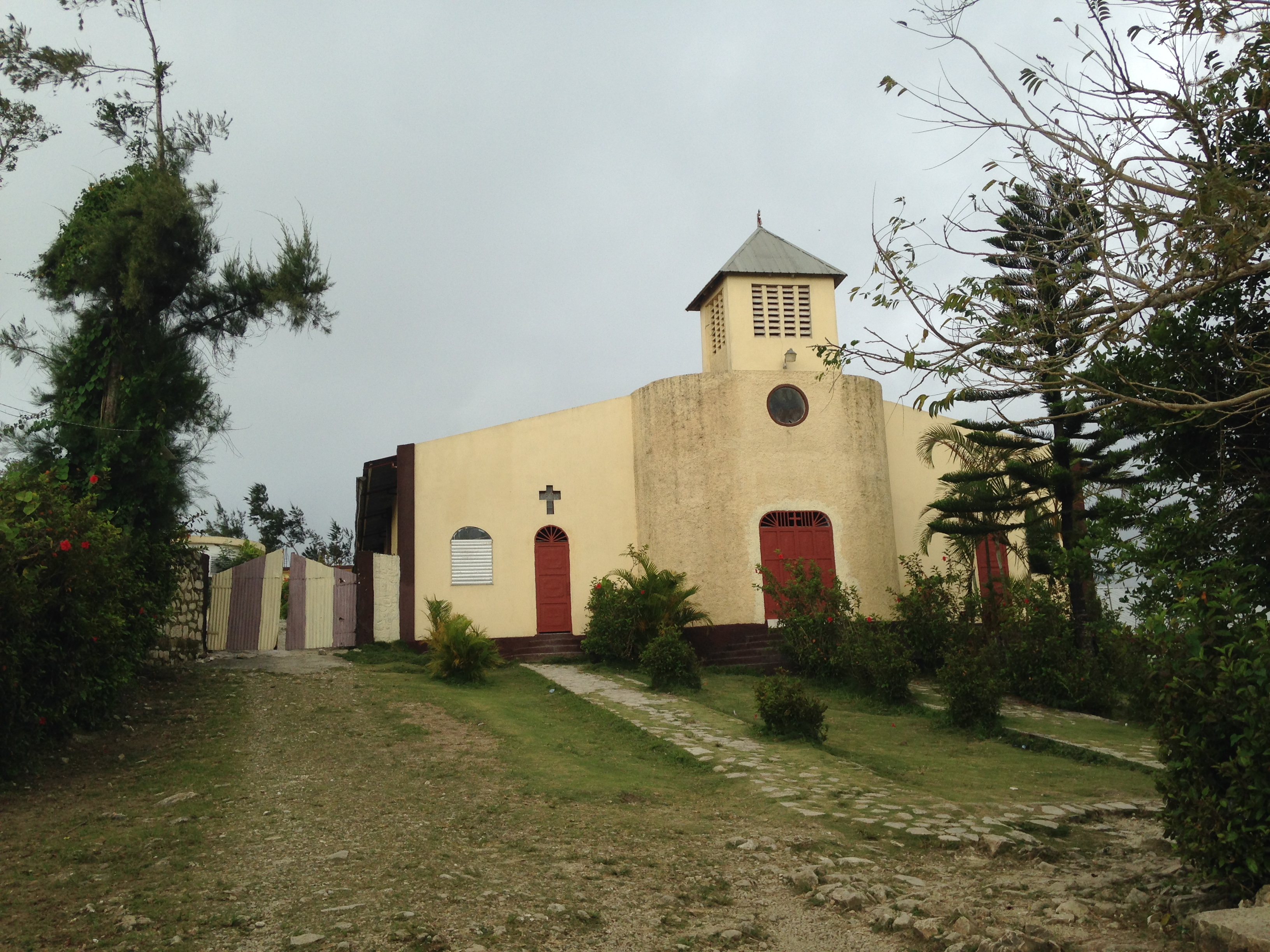
Katolsk kyrka i Petit-Goâve.

Petit-Goâve (haitisk kreol: Tigwav) är en kuststad i kommunen Tigwav i departementet Ouest i Haiti. Den ligger ca 68 km väster om huvudstaden Port-au-Prince. Folkmängden beräknades till 76 243 invånare år 2009.
Staden är en av de äldsta i landet. Spanjorerna kallade den Aguava i slutet av 1500-talet. Efter att Frankrike blev den koloniala makten delades staden i två halvor, Grand-Goâve och Petit-Goâve. Det senare var rikare. En kort tid var den ett slags föregångare till huvudstad för den rika franska kolonin Saint-Domingue. 
Under jordbävningen i Haiti 2010 blev staden hårt drabbad. 

## Kända personer från Petit Goâve
- Faustin Soulouque, Haitis president 1847-1849, kejsare av Haiti 1849-1859